# Mille chilometri al minuto!
Mille chilometri al minuto! (o 1000 km. al minuto! secondo i titoli di testa del film) è un film  del 1940 diretto da Mario Mattoli. 
È il primo film sonoro di fantascienza del cinema italiano. Mette in scena uno dei primi voli verso il pianeta Marte, anche se s'interrompe quasi sul nascere.

## Trama
L'avvocato Paolo Fabbrini, impegnato in alcuni acquisti per conto della moglie, incontra nel pomeriggio un suo conoscente, l'ingegner Guido Renzi. Quest'ultimo si accorge che una donna ha perso la borsetta e decide di seguirla insieme a Paolo per restituirgliela. Dopo un lungo inseguimento, alla sera Paolo e Guido giungono in riva a un lago mentre la donna si allontana in motoscafo verso un'isola; nonostante le proteste di Paolo, i due uomini raggiungono l'isola con una barca. Qui, inseguiti da alcuni cani da guardia, entrano in un laboratorio segreto. Gli scienziati del laboratorio (compresa Diana, la donna inseguita) li scoprono; dato che stanno per partire con un razzo verso Marte, decidono di sottoporre i due uomini ad alcuni esperimenti per portarli con loro. Per la partenza del razzo viene provocata un'esplosione (facendo entrare le acque del lago sulla lava del vulcano posto sotto all'isola) che viene avvertita a chilometri di distanza; poco dopo viene diffuso via radio un messaggio lasciato dagli scienziati con i nomi dei partecipanti alla spedizione, che include anche l'avvocato Fabbrini e l'ingegner Renzi.
Alla notizia alcuni parenti di Paolo inventano inesistenti suoi studi di astronomia, al fine di sfruttarne la notorietà.
Sul razzo intanto il professor Elios, a capo della spedizione, inghiotte distrattamente varie pillole di alcolici, parte dei viveri "concentrati"; gli scienziati si rendono conto che per un errore del professore c'è il rischio di non finire su Marte, ma di dover vagare all'infinito nello spazio.
Sulla terra intanto si diffonde la fama dei due partecipanti alla spedizione e vengono scritte canzoni e spettacoli di rivista dedicati ai due.
Improvvisamente il razzo appare attratto dalla gravità di un corpo celeste e si aprono i paracadute per attutire la discesa del razzo. Il razzo ammara in acque sconosciute e Paolo viene costretto a uscire per verificare la respirabilità dell'atmosfera del luogo; una volta all'esterno non fornisce segni di vita, perciò Guido decide di raggiungerlo spontaneamente per cercare di salvarlo. In realtà Paolo sta bene e ha solo perso il martello per dare i colpi in modo da segnalare di essere sopravvissuto.
Il razzo galleggia fino a una riva sul pianeta sconosciuto (il professor Elios, ancora incosciente, sarebbe l'unico a poter determinare la loro posizione) e trovano una grotta in cui rifugiarsi. Guido come ingegnere prova a far funzionare una radio e intercetta le trasmissioni provenienti da Roma; tutti ascoltano increduli così la canzone «Andiamo tutti su Marte» a loro dedicata.
Nel frattempo il professor Elios si riprende e, dopo aver controllato i propri calcoli, comunica di aver fatto un altro errore e di poter affermare che loro sono proprio su Marte. Improvvisamente arrivano due guardiani che chiedono spiegazioni ai membri del gruppo, dato che si trovano in una zona vietata, e decidono di chiamare i carabinieri per farli arrestare. Il razzo è perciò ricaduto sulla terra e il gruppo è salvo.
Paolo rientra così alla propria casa, proprio mentre sulla facciata dell'edificio viene inaugurata una lapide in suo onore come «eroico trasvolatore». Nonostante la fama acquisita, passato del tempo, l'avvocato è di nuovo inviato dalla moglie a fare acquisti e incontra casualmente Guido e Diana che stanno acquistando un pallottoliere per il padre di lei, dato che intende organizzare una nuova spedizione.

## Produzione
Prodotto da Vincenzo Genesi per la Fauno Film, la pellicola venne girata negli studi di Cinecittà nell'estate del 1939, per essere presentata nelle sale nel marzo 1940.
Nei titoli di testa è indicato come Steno aiuto regista.
R. - Il risultato dal punto di vista commerciale fu, credo, relativo. Io, come risultato, ebbi in dono dal produttore un magnifico orologio d'oro che non ho mai portato non so perché, extra plat, me lo ricordo sempre. Il soggetto non era male, ma forse non era ancora venuto il momento per certi temi.
D. - Troppo presto?
R. - Forse era la parodia di un tipo di film del quale non si era ancora fatto l'originale. Capito? Non si poteva prendere in giro una cosa che non era ancora stata fatta seriamente. 
D. - Lei dice che ha fatto la parodia della fantascienza prima che la fantascienza nascesse?
R. - Infatti è così. C'erano altri difetti. Gandusio esagerava nei toni. E poi c'era il ritorno sulla terra, non è che approdavano su un pianeta, ritornavano sulla terra e questo non dava consolazione al pubblico, che in quelle cose li vuole forse l'avventura completa.»
(Domande di Francesco Savio al regista Mario Mattoli)
Alcuni giornali del 1939 riportano una versione alternativa per la parte finale: a trovare il gruppo di scienziati nella grotta erano un ragazzo e una ragazza che avevano raggiunto il luogo per una gita romantica.

## Accoglienza

### Critica
(Recensione dell'aprile 1940)
(Mino Doletti)
(Fantafilm)